# (42516) Oistrach
(42516) Oistrach (1993 VH5) – planetoida z pasa głównego asteroid okrążająca Słońce w ciągu 4,79 lat w średniej odległości 2,84 j.a. Odkryta 11 listopada 1993 roku.